# Plageånd
Plageånder er oprindelig gammel overtro om ånder, der plagede mennesker med alle slags ulykker. I dag bruges det om mennesker, der udøver (ondsindet) og vedvarende drilleri overfor andre mennesker.